# 7e Leger (Wehrmacht)
Het 7e Leger (Duits: 7. Armee) was een onderdeel van het Duitse leger in de Tweede Wereldoorlog. Het werd opgericht op 25 augustus 1939.

## Tweede Wereldoorlog
Tijdens de inval in de Lage Landen vormde het 7e Leger onder leiding van General Friedrich Dollmann een onderdeel van Heeresgruppe C. Gelegerd achter de Rijn was het 7e Leger niet betrokken bij het begin van de campagne. Pas na de start van Fall Rot stak het 7e leger op 14 juni 1940 de Rijn over, brak door de Maginotlinie en omsingelde 200.000 Franse soldaten in Lotharingen. Na de capitulatie van Frankrijk op 25 juni 1940 vormde het leger een deel van de bezettingsmacht, gelegerd tussen Bretagne en Le Havre.
Tijdens de landing in Normandië vormde het 7e Leger de voornaamste tegenstander van de geallieerde legers. Het 15e Leger bewaakte het Nauw van Calais en Adolf Hitler weigerde toestemming om dit leger naar Normandië te sturen. Hij was er immers van overtuigd dat de echte invasie bij Calais zou plaatsvinden. Gesteund door het pas opgerichte 5e Pantserleger wist het 7e Leger de geallieerde opmars echter tegen te houden in de Bocage. Aanvankelijk hielden de Duitsers stand en operatie Epsom en operatie Goodwood liepen op niets uit. Dit moeilijk toegankelijk gebied leende zich immers uitstekend voor een koppige verdediging. Op 25 juli 1944 lanceerde het Amerikaanse 1e Leger operatie Cobra en brak eindelijk door de Duitse linkerflank nabij Saint-Lô. De Amerikanen veroverden Bretagne en trokken in een boog langs de zuidflank van de Duitsers terug naar het oosten in de richting van Le Mans. De Britse-Canadese aanval sloeg op 14 augustus een gat in de Duitse verdediging en ze rukten eveneens op naar Le Mans, waardoor het 7e Leger met omsingeling werd bedreigd. In plaats van terug te trekken, beval Adolf Hitler een tegenaanval. Operatie Lüttich werd een mislukking en de geallieerde legers omsingelden 16 divisies van het 7e Leger en het 5e Pantserleger in de Zak van Falaise.
Na de nederlaag bij Falaise vluchtten de restanten van het 7e Leger terug naar Duitsland. Begin september 1944 hadden de Duitsers een nieuwe verdedigingsfront gevormd vanaf de Scheldemonding via het Albertkanaal en de Westwall naar de Zwitserse grens. Het 7e Leger had zich ingegraven rond Aken en het Hürtgenwald. Op 2 oktober 1944 ondernamen de Amerikanen een eerste poging om Aken te veroveren, maar pas op 30 oktober 1944 gaven de laatste verdedigers zich over. Het Amerikaanse 1e Leger verloor hierbij 5000 soldaten. Meer naar het zuiden probeerde het Amerikaanse 9e Leger de Roerdammen te veroveren. Om dit te bereiken moesten ze door het zwaar verdedigde Hürtgenwald, waar het 7e Leger zich had ingegraven. In de Slag om het Hürtgenwald leden drie Amerikaanse divisies (de 4e, de 28e en de 9e infanteriedivisie) zware verliezen, maar ze slaagden er niet in de verdediging te doorbreken.
Tijdens het Ardennenoffensief vormde het 7e Leger, bestaande uit vier infanteriedivisies, de zuidelijke vleugel van de aanvalsmacht. Het doel was om de zuidflank van het 5e Pantserleger te beschermen. De onderbemande en ongetrainde divisies van het 7e Leger slaagden er niet in om de Amerikaanse verdediging te doorbreken, maar ze wisten wel de Amerikaanse tegenaanval van het Amerikaanse 3e Leger in de richting van Bastenaken te vertragen.
Na het mislukken van het Ardennenoffensief trok het 7e Leger zich terug achter de Westwall. Op 1 maart 1945 ontruimde het Trier en op 17 maart 1945 moest het ook Koblenz prijsgeven. Nadat het Amerikaanse 3e Leger op 22 maart 1945 de Rijn wist over te steken nabij Oppenheim, had het 7e Leger niet langer de kracht om een tegenaanval te lanceren. Hoewel kleinere Duitse eenheden nog steeds verzet boden, bestond het leger niet langer als georganiseerde militaire eenheid. Op 4 mei 1945 gaf generaal von Obstfelder zich over.

## Commandanten[1]
| Rang                        | Naam                | Begin            | Eind             |
| --------------------------- | ------------------- | ---------------- | ---------------- |
| Generaal der Artillerie     | Friedrich Dollmann  | 25 augustus 1939 | 28 juni 1944     |
| Generaal der Artillerie     | Wilhelm Fahrmbacher | 30 december 1943 | 17 januari 1944  |
| Kolonel-generaal            | Friedrich Dollmann  | 17 januari 1944  | 12 maart 1944    |
| Generaal der Artillerie     | Wilhelm Fahrmbacher | 12 maart 1944    | 20 maart 1944    |
| Kolonel-generaal            | Friedrich Dollmann  | 20 maart 1944    | 28 juni 1944     |
| SS-Obergruppenführer        | Paul Hausser        | 29 juni 1944     | 20 augustus 1944 |
| Generaal der Pantsertroepen | Hans von Funck      | 21 augustus 1944 | 24 augustus 1944 |
| Generaal der Pantsertroepen | Heinrich Eberbach   | 25 augustus 1944 | 31 augustus 1944 |
| Generaal der Infanterie     | Hans von Obstfelder | 31 augustus 1944 | 3 september 1944 |
| Generaal der Pantsertroepen | Erich Brandenberger | 3 september 1944 | 21 februari 1945 |
| Generaal der Infanterie     | Hans-Gustav Felber  | 22 februari 1945 | 25 maart 1945    |
| Generaal der Infanterie     | Hans von Obstfelder | 26 maart 1945    | 6 mei 1945       |

Na de verovering van Frankrijk werd Friedrich Dollmann op 19 juli 1941 tot kolonel-generaal bevorderd. Tijdens zijn afwezigheden voerde generaal Wilhelm Fahrmbacher het bevel als zijn plaatsvervanger. Na de dood van Dollmann voerde Paul Hausser tijdelijk het bevel. Op 1 augustus 1944 werd hij tot SS-Oberstgruppenführer bevorderd en kreeg hij het definitieve bevel over het leger. Nadat Hausser gewond was geraakt, nam generaal von Funck het bevel over als plaatsvervanger totdat de nieuwe tijdelijke commandant generaal von Eberbach was gearriveerd.
Na de gevangenname van generaal von Eberbach voerde generaal von Obstfelder enkele dagen het bevel als plaatsvervanger. Op 1 september 1944 kreeg generaal Brandenberger het voorlopige bevel. Generaal Felber verving hem als plaatsvervanger. Op 26 maart 1945 droeg hij het bevel over aan generaal von Obstfelder, die onmiddellijk het definitieve bevel kreeg.